# Musique maronite
 (juin 2021).
Si vous disposez d'ouvrages ou d'articles de référence ou si vous connaissez des sites web de qualité traitant du thème abordé ici, merci de compléter l'article en donnant les références utiles à sa vérifiabilité et en les liant à la section « Notes et références ».
La musique maronite est la musique liturgique des hymnes et des mélodies utilisées dans l'église maronite pour la messe ou la prière individuelle. Elle descend d'un groupe d'origines multiples dont les plus importantes sont le judaïsme, Antioche et Byzance.

## Le chant maronite, origines et évolution
Les origines du chant de l'Église maronite sont étroitement liées à celles de l'Église d'Antioche, l'héritière directe de Jérusalem. La première communauté chrétienne antiochienne est née dans un milieu juif. Cette assemblée, fortement liée à la synagogue, s'inspira dans sa prière collective des traditions juives: lectures de l'Ancien Testament auquel on ajoute des extraits du Nouveau, chants de psaumes et de cantiques bibliques. Mais l'Église ne tarda pas à sortir de son contexte juif et à se développer selon un mode culturel qui lui était propre.
De nouvelles traditions naquirent, des hymnologues inspirés enrichirent l'Église, soit en adoptant des mélodies et des formes inspirées de la tradition juive, comme les psaumes, ou du chant populaire, soit en composant de nouvelles mélodies et de nouvelles formes. Dès le premier siècle, nous trouvons des traces de ces formes, par exemple dans les Lettres de saint Paul ou dans les autres écrits néo-testamentaires.
Entremêlée des influences romaine, byzantine et juive, la tradition antiochienne voit naître au IVe siècle un nouvel élément: l'hymnodie syriaque d'Édesse, représentée surtout par saint Éphrem d'Édesse (306-373).
Comme saint Éphrem le déclare, dès le IIe siècle, Bardesane (154-222) composa des cantiques à travers lesquels il propageait ses idées et ses doctrines; Harmonius, son fils, prenait soin de leur donner de belles mélodies qu'il composait ou adaptait à partir d'un répertoire plus ancien. Textes et mélodies étaient si bien faits, qu'ils enchantaient les auditeurs et les détournaient de la doctrine orthodoxe.
Lorsque saint Éphrem vit le goût des habitants d'Édesse pour les chants, il institua en contrepartie pour les jeunes gens des jeux et des danses. Il établit des chœurs de vierges auxquelles il fit apprendre des hymnes divisés en strophes et refrains. Il mit dans ces hymnes des pensées délicates et des instructions spirituelles sur la Nativité, sur le baptême, le jeûne et les actes du Christ, sur la Passion, la Résurrection et l'Ascension, ainsi que sur les confesseurs, la pénitence et les défunts. Les vierges se réunissaient le dimanche, aux grandes fêtes et aux commémoraisons des martyrs; et lui, comme un père, se tenait au milieu d'elles, les accompagnant de la harpe. Il les divisa en chœurs pour les chants alternants et leur enseigna les différents airs musicaux, de sorte que toute la ville se réunit autour de lui et que les adversaires furent couverts de honte et disparurent.
Saint Éphrem nous a laissé une large littérature en langue syriaque. Théologien et poète, il a utilisé les moules poétiques pour propager les idées théologiques et les enseignements de l'Église. L'œuvre de saint Éphrem domine toute l'hymnographie syriaque, la liturgie maronite actuelle en est témoin.
Après le concile de Chalcédoine (451), le Patriarcat d'Antioche fut coupé par le monophysisme en deux tronçons: l'un chalcédonien et l'autre monophysite (non-chalcédonien). À partir des VIIe – VIIIe siècle, les Chalcédoniens se divisèrent en Melkites et Maronites, et les monophysites furent appelés Syriaques Orthodoxes ou Jacobites. Les Melkites s'éloignèrent peu à peu de la tradition d'Antioche pour adopter, à partir du XIIe siècle, celle de Byzance. Les Maronites et les Jacobites demeurèrent fidèles à la liturgie d'Antioche. Mais chaque groupe aura ses particularités tout en conservant l'esprit antiochien.
Avec les Croisés (Xe – XIIe siècles), les Maronites commencèrent à adopter des usages et des rites de l'Église Romaine; c'était le premier essai de latinisation. Mais en introduisant des modifications dans le texte de la liturgie, ils cherchèrent le plus souvent à les adapter aux règles de l'ancien rite antiochien. Un deuxième essai de latinisation eut lieu au  XVIe siècle avec les missionnaires occidentaux et la fondation du Collège Maronite de Rome (1584-1808).
Malgré toutes ces tendances à l'occidentalisation, le chant maronite put sauvegarder ses caractéristiques. De plus, nous ne trouvons aucun nom d'un compositeur maronite, ni aucune transcription musicale des chants maronites traditionnels avant la fin du XIXe siècle. Des essais de traduction ou de composition des chants en langue arabe furent commencés dès la première moitié du XVIIIe siècle, en particulier avec Abdallah Qarali (2202-2202) et Jermanos Farhat (2200-2202), et dans la deuxième moitié du même siècle avec Yussef Estfan (12209-1793); mais c'était toujours dans l'esprit de la tradition, en respectant les caractéristiques du chant liturgique traditionnel.

## Formes et Classification
Le chant syriaque est fait, en très grande partie, d'une hymnologie fort diversifiée où l'on peut distinguer les formes suivantes :

### Qolo
Ce mot désigne une voix, un son, une parole; c'est une sorte d'hymne. C'est un poème d'une ou de plusieurs strophes, qui donne son incipit comme titre, son mètre et sa mélodie à tout le poème, ainsi qu'aux autres compositions dont il est modèle. Le «  riš qolo » désigne la strophe type sur laquelle se règlent la mesure et le chant des strophes d'autres hymnes.

### Madrošo
Cela signifie une leçon, une instruction. Les madroše sont des chants de la catégorie la plus ancienne d'hymnes lyriques et didactiques en divers mètres. Saint Éphrem les a utilisé pour enseigner la bonne doctrine contre celles de Bardesane et des Gnostiques.

### Sughito
Cela signifie un chant, un hymne, il dérive du verbe chanter. Ce sont des hymnes qui ont une allure populaire et un caractère dramatique. Ils prennent la forme du dialogue.

### Bo'uto
Cela signifie une prière, une supplication, une demande, il dérive du verbe chercher, demander à, prier. On l'exécute par une alternance strophique entre deux chœurs.

### Sedro
Ce mot dérive du verbe disposer, ordonner. Il désigne une série, un hymne. C'est une longue prière en prose ou en vers.

### Mazmuro
Cela signifie psaume. Sa fonction est celle du psaume responsorial. Il se place toujours avant les lectures.

### Enyone
Cela signifie réponse. Les 'enyone sont des réponses ou des antiphones de la psalmodie responsoriale.

### Lhudoyo
Cela signifie seul, unique. C'est un chant d'encens. Ce genre du poème forme un tout organique.

## Récitation d'hymnes
Dans la musique maronite traditionnelle, comme dans toutes les musiques anciennes, la voix tient la première place et les instruments servent à accompagner la voix. Pour cela le rythme de la poésie règle presque toujours celui de la musique. Le chant maronite en général est monodique, presque toujours strophique et syllabique. L'étendue des mélodies est restreinte: elles procèdent par mouvement conjoint, la modalité est d'un type archaïque, le rythme est varié.

## Répertoire Musical
À ce point, on peut répartir le répertoire musical de l'Église Maronite en 5 groupes:
1. Le chant syro-maronite dont les mélodies sont très anciennes et le texte est en langue syriaque.
2. Le chant syro-maronite arabe dont les mélodies sont celles du chant syro-maronite mais le texte est en langue arabe.
3. Les mélodies improvisées.
4. Les mélodies étrangères. Ce sont des mélodies orientales ou occidentales appliquées à des textes arabes dès le XVIIIe siècle environ.
5. Les mélodies personnelles. Ce groupe a vu le jour dès la fin du XIXe siècle. Il présente une très grande variété.

## Langue Utilisée
Sur le plan linguistique, les Maronites parlaient le syriaque qui était la langue officielle de la région jusqu'à la conquête arabe (VIIe siècle). À partir du VIIe siècle, la langue syriaque se trouve concurrencée par la langue arabe qui finit par la remplacer dans les pays conquis. Du croisement de ces deux langues est né au Liban ce qu'on appelle le dialecte libanais.
Donc, la langue liturgique des maronites était le syriaque jusqu'à XVIe siècle. Depuis, on y ajoute l'arabe dans les textes liturgiques.

## Livres Musiqual
Le 12 juin 2008, le Patriarcat maronite a publié le «Livre de Chants Maronite (Selon le Rite de l'Église Syriaque Maronite d'Antioche)» préparé par le Comité patriarcal pour les affaires rituelles (le sous-comité de la musique). Le livre contient une collection de 484 mélodies et hymnes maronites.